# صوفي كونينغهام
صوفي كونينغهام (بالإنجليزية: Sophie Cunningham)‏ (26 ديسمبر 1963، ملبورن في أستراليا)؛ روائية أسترالية.